# Hernád megállóhely
Hernád megállóhely egy Pest vármegyei vasúti megállóhely, amit a MÁV üzemeltet Hernád településen. A lakott terület déli részén helyezkedik el, közvetlenül az 5-ös főúttól a községbe vezető 46 109-es számú mellékút mellett, alig 200 méterre az út szintbeli vasúti keresztezésétől.

## Áthaladó vasútvonalak
- Budapest–Lajosmizse–Kecskemét-vasútvonal (142)

## Megközelítése tömegközlekedéssel
- Helyközi busz:  612, 614, 641

## Forgalom
| Járat | Útvonal | Gyakoriság                     |
| ----- | --- | ------------------------------ |
| S21   | Budapest-Nyugati – Zugló – Kőbánya alsó – Kőbánya-Kispest – Kispest – Pestszentimre felső – Pestszentimre – Gyál felső – Gyál – Felsőpakony – Ócsa – Inárcs-Kakucs – Dabas – Gyón – Hernád – Örkény – Táborfalva – Felsőlajos – Lajosmizse (– Lajosmizse alsó – Klábertelep – Felsőméntelek – Méntelek – Alsóméntelek – Nagynyír – Hetényegyháza – Úrihegy – Miklóstelep – Kecskemét-Máriaváros – Kecskemét alsó – Kecskemét) | Óránként, hétvégén kétóránként |